# 四川山梅花
四川山梅花（学名：Philadelphus purpurascens var. szechuanensis）为虎耳草科山梅花属下的一个变种。

## 扩展阅读
- 維基物種上的相關：四川山梅花